# Németh László (karatemester)
Németh László (Szeged, 1970. augusztus 26.) karatemester.
Végzettsége műszerész, gépész, karate-oktató. Karate-tanulmányait 1984-ben kezdte. Első mestere az 1996-ban elhunyt Iszao Icsikava volt, első önálló klubját mesterének halála után nyitotta meg.
- 1995-ben vizsgázott 1. danfokozatra.
- 1996-ban vizsgázott 2. danfokozatra.
- 1998-ban vizsgázott 3. danfokozatra.
- 2001-ben vizsgázott 4. danfokozatra.
- 2004-ben Renshi címet adományoztak neki.
- 2006-ban vizsgázott 5. danfokozatra.
- 2011-ben vizsgázott 6. danfokozatra.

Jelenleg a 3. danfokozattal rendelkezik a Godzsu-riu stílusban és Rensi címmel, illetve 6. danfokozattal a Dosinkan irányzatban. A szegedi okinavai godzsu-riu dodzso alapítója, vezetője. A Magyarországi Okinawa Goju-ryu Karatedo Szervezet (I.O.G.K.F. Hungary) tagja. Tanítványai között számos kiváló versenyző volt, és ma is több fekete öves gyakorló van, ám 2004-től felhagyott a versenyszerű karate (sportkarate) tanításával, és csak a hagyományos okinavai karate oktatására összpontosít.

## Külső hivatkozások
- iogkf.hu[halott link]
- iogkfkarate.hu
- Karatedo Doshinkan Magyarország
- Wado-ryu Karate Csongrád (és Szolnok) megyében
- Budo klubok Szegeden